# Ophiomyia maura
Ophiomyia maura är en tvåvingeart som först beskrevs av Johann Wilhelm Meigen 1838.  Ophiomyia maura ingår i släktet Ophiomyia och familjen minerarflugor. Arten är reproducerande i Sverige. Inga underarter finns listade i Catalogue of Life.